# Place De La Dauversière
La place De La Dauversière est aujourd'hui un espace public de Montréal.

## Situation et accès

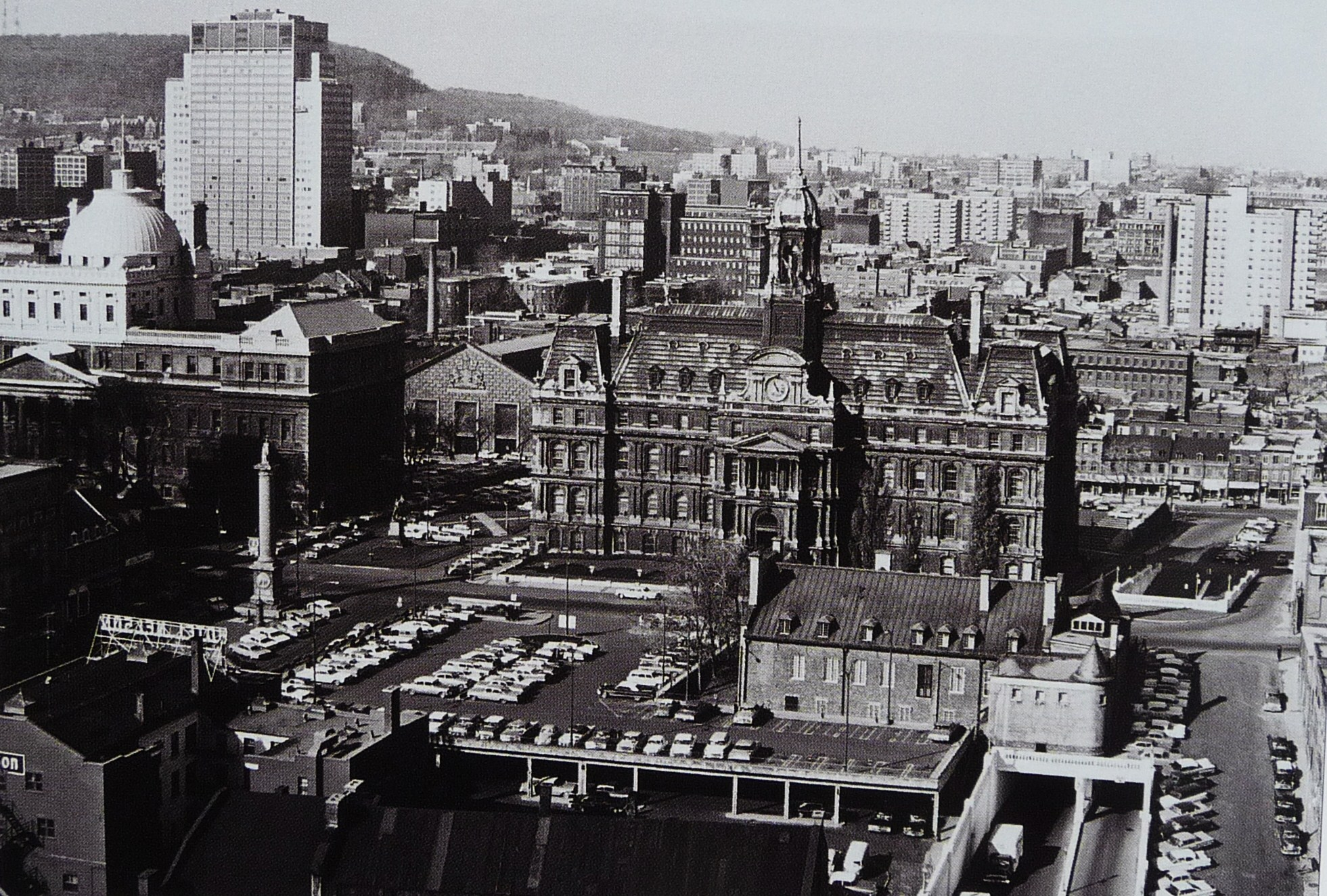
L'ancien stationnement en 1962, entre la colonne Nelson et le château Ramezay

Cet aménagement paysager est situé à l'est de la place Jacques-Cartier et avoisine le Château Ramezay.
L'aménagement paysager actuel est une création neuve. En 1997, de la verdure est venue remplacer le béton et l'asphalte de ce qui a longtemps été un terrain de stationnement étagé.

## Origine du nom
La place De La Dauversière rappelle la mémoire de Jérôme Le Royer, sieur de La Dauversière, l'un des fondateurs de Montréal.

## Historique
Cette place est située sur l'ancien site de la maison du marchand Jacques Lemoine-Despins, construite pendant les années 1750.

## Bâtiments remarquables et lieux de mémoire
Le terrain étant plus élevé au nord qu'au sud, on a divisé l'espace en paliers horizontaux. De gros pots de fleurs y sont disposés de façon ordonnée. Un bronze représentant Jean Drapeau, ancien maire de Montréal, est placée à l'est, près du Château Ramezay.

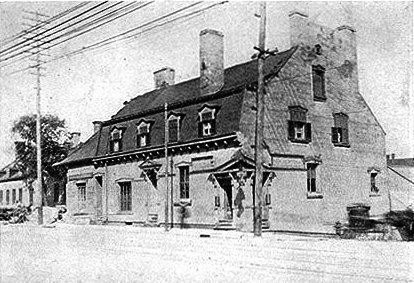
Maison du marchand Jacques Lemoine Despins, vers 1900
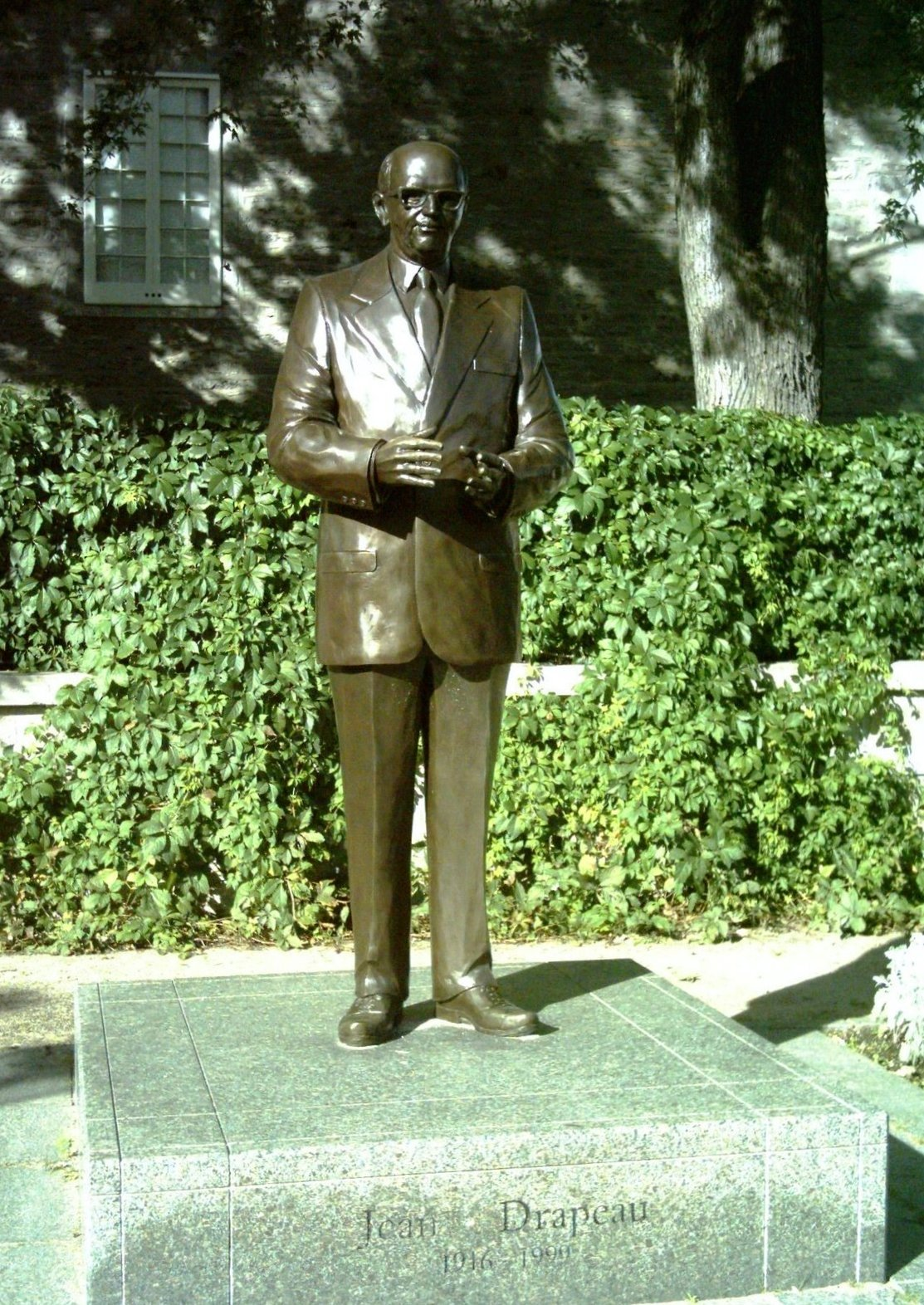
Bronze de Jean Drapeau
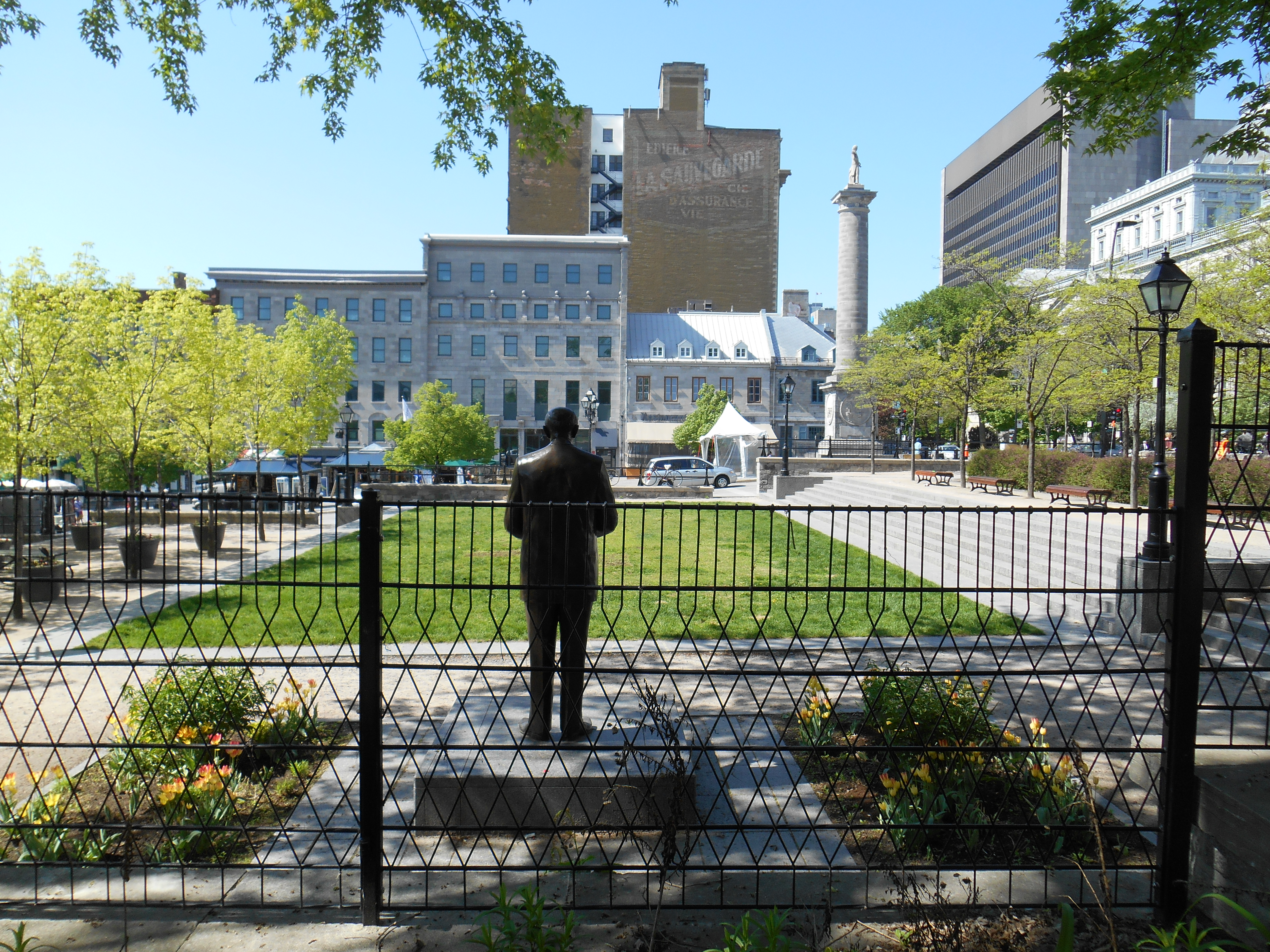